# الپین (کالیفرنیا)
الپین، کالیفرنیا (به انگلیسی: Alpine, California) یک منطقهٔ مسکونی در ایالات متحده آمریکا است که در کالیفرنیا واقع شده‌است.

## خصوصیات
الپین ۶۹٫۳۷۳ کیلومترمربع مساحت و ۱۴٬۲۳۶ نفر جمعیت دارد و ۵۶۱ متر بالاتر از سطح دریا واقع شده‌است.